# Reinier de Graaf Gasthuis
Het Reinier de Graaf Gasthuis is een ziekenhuis in de Zuid-Hollandse gemeente Delft, gelegen in het westen grenzend aan Den Hoorn (gemeente Midden-Delfland). Het ziekenhuis is genoemd naar de arts Reinier de Graaf en telt ongeveer 3000 medewerkers waarvan ongeveer 200 medisch specialisten.

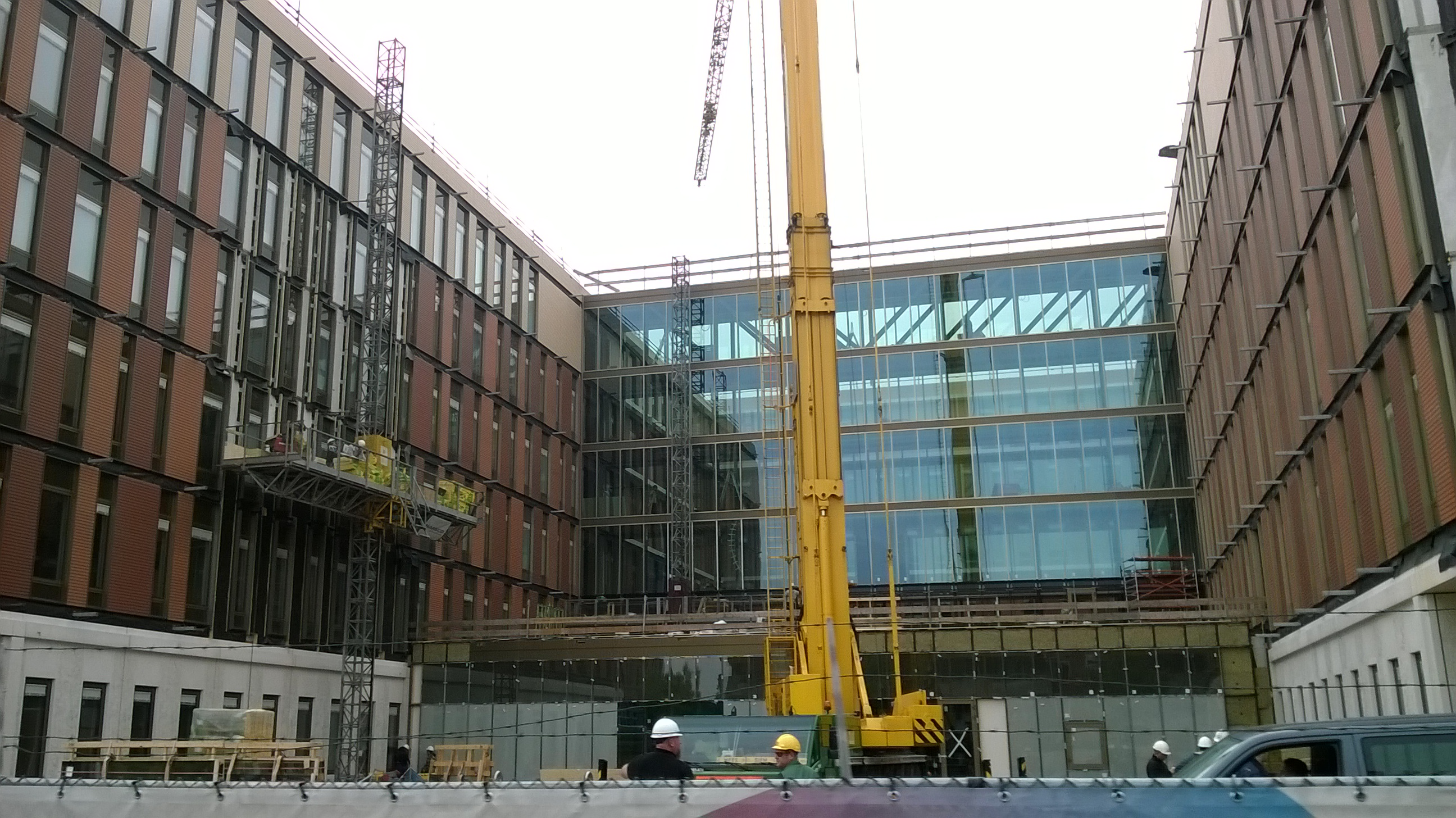
De nieuwbouw van het Reinier de Graafgasthuis in 2014.

Een Delfts gasthuis wordt in een oorkonde van paus Innocentius IV van 11 oktober 1252 voor het eerst genoemd. Dit gasthuis is een van de rechtsvoorgangers van het huidige Reinier de Graaf Gasthuis dat daarmee het oudste nog bestaande ziekenhuis van Nederland is. In de beginperiode stond het Delftse gasthuis aan de oostzijde van de Koornmarkt.
In 1968 betrok het Oude en Nieuwe Gasthuis een nieuwe locatie aan de Westlandseweg, westelijk van het centrum en ten zuiden van de oude dorpskern van Den Hoorn. Daarnaast verhuisde twee andere ziekenhuizen uit de binnenstad naar de Reinier de Graafweg. Aannemer was bouwbedrijf Leon Melchior uit Maastricht. Dit waren het katholieke "Sint-Hippolytus ziekenhuis" (in 1970) en het protestantse "Bethel ziekenhuis" (in 1972).
Doordat de drie ziekenhuizen op slechts enkele honderden meters van elkaar lagen werd besloten bepaalde functies samen te voegen. Daartoe werd in het hart van de driehoek het Centraal laboratorium van de Stichting Samenwerkende Delftse Ziekenhuizen door dezelfde aannemer gebouwd. Het werd in 18 februari 1971 geopend door de staatssecretaris van sociale zaken en volksgezondheid dr. R.J.H. Kruisinga. De ziekenhuizen konden veel materialen via de buizenpost onder de grond uitwisselen.
Met de fusie in de 1980 kwam er een eind aan de zelfstandigheid van Oude en Nieuwe Gasthuis. De ziekenhuisfunctie werd gecentreerd in de twee gebouwen aan de Reinier de Graafweg in de gebouwen "B" en "H". Het pand aan de Westlandseweg werd gesloten.
Op 28 augustus 2015 werd een nieuw pand in gebruik genomen, dat gesitueerd is op het voormalige parkeerterrein tussen de twee oude gebouwen.

## Geschiedenis

### De vroegste tijden
De stichting van het gasthuis van Delft is waarschijnlijk te danken aan jonkvrouw Rikarde, een dochter van de Hollandse graaf Willem I en Aleid van Gelre. Rikarde bleef ongehuwd. Als lid van de familie kreeg zij een deel van het graafschap toegewezen als inkomstenbron. Zij beschikte over de domeinen rond Delft en Pijnacker. Delft kreeg dankzij haar invloed in 1246 stadsrecht. Bovendien stichtte zij in 1251 iets ten zuiden van de stad het klooster Koningsveld, waar adellijke vrouwen een godgewijd leven konden leiden. Uit de genoemde oorkonde van 1252, gericht aan Koningsveld, blijkt dat tot de bezittingen van dit klooster het gasthuis van Delft behoorde. Dit wijst er op dat ook dit gasthuis door Rikarde is gesticht. Al in de dertiende eeuw wist het stadsbestuur een vinger in de pap te krijgen bij het bestuur en beheer van het gasthuis. In de loop van de middeleeuwen breidde die zeggenschap zich steeds verder uit. Toen in 1572 door toedoen van de reformatie de kloosters werden opgeheven, had de stad het alleen voor het zeggen.

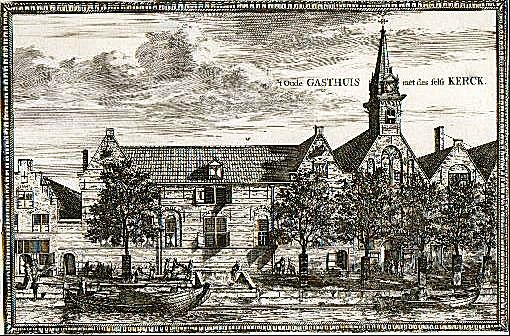
Oude Gasthuis aan de Koornmarkt, gravure uit ca 1680 van Coenraet Decker

Het Delftse gasthuis stond aan de oostzijde van de Koornmarkt. Omstreeks 1400 werd aan het Noordeinde het Sint-Jorisgasthuis gesticht. De instelling aan de Koornmarkt heette sindsdien het Oude Gasthuis. In 1557 heerste er in Delft een zware pestepidemie. Het Oude Gasthuis kon de slachtoffers niet allemaal bergen en had behoefte aan een dépendance. Het noodlijdende Maria Magdalenaklooster aan de Verwersdijk werd opgeheven en beschikbaar gesteld. Het werd voortaan het Nieuwe Gasthuis genoemd. Bij de ontploffing van het kruithuis in 1654 werd dit gebouw volledig verwoest. Er werd een nieuw pesthuis gebouwd ten oosten van Delft, buiten de stadswallen.
Reeds in de middeleeuwen kreeg de stedelijke overheid inspraak in de reglementering van de gezondheidszorg voor de bevolking. In de tijd van de beroemde arts Reinier de Graaf, in het midden van de 17e eeuw, werkten de universitair opgeleide 'doctores medicinae' en de chirurgijns intensief samen; beide beroepsgroepen waren zelfs verenigd in hetzelfde gilde. Opmerkelijk is dat ook de vroedvrouwen min of meer in het chirurgijnsgilde waren opgenomen. Vroedvrouwen hadden daarom de verplichting examen te doen in de chirurgijnskamer. Het gilde op zijn beurt beschermde het beroep van vroedvrouw door op te treden tegen onbevoegd werkende vrouwen die zonder opleiding bevallingen wilden begeleiden. Delft is dan ook de eerste stad in Nederland geweest, waar opleiding en exameneisen voor toekomstige vroedvrouwen werden gerealiseerd en waar reeds toen al sprake was van een beschermd beroep.
De organisatie van het gezondheidssysteem in Delft functioneerde zo goed, dat een medisch wetenschapper als Reinier de Graaf zich er graag vestigde en zich 'gelukkig geneesheer te Delft' kon noemen.

### Reinier de Graaf en Antoni van Leeuwenhoek
In de zeventiende eeuw werkten er in Delft twee personen die een fundamentele bijdrage hebben geleverd aan de ontwikkeling van de medische wetenschap.
Antoni van Leeuwenhoek (1632-1723) heeft als autodidact met zijn door hemzelf vervaardigde microscopen een grote hoeveelheid nieuwe waarnemingen gedaan. Reinier de Graaf (1641-1673) verrichtte met nieuwe, experimentele methoden onderzoek naar de vrouwelijke geslachtsorganen en de voortplanting. Reinier de Graaf was de eerste die de menselijke eicel waarnam, terwijl zijn stadgenoot Van Leeuwenhoek de eerste waarneming van een spermatozoïde op zijn naam schreef. De opzienbarende ontdekkingen en vondsten van Reinier de Graaf op het gebied van de voortplantingsorganen van de vrouw liggen aan de basis van onze huidige kennis van de voortplantingsanatomie, fysiologie en endocrinologie. De Delftse ziekenhuizen danken nu aan deze medicus hun naam: de Reinier de Graaf Groep.

### Oude en Nieuwe Gasthuis
Onder de naam Oude en Nieuwe Gasthuis bestond de instelling als gemeentelijk ziekenhuis tot ver in de twintigste eeuw. Inmiddels was er echter al heel wat veranderd in de Delftse ziekenzorg onder invloed van de verzuiling. In de negentiende eeuw werd in de panden Oude Delft 203-205 de grondslag gelegd voor het katholieke Sint-Hippolytusziekenhuis, dat zich geleidelijk naar achteren uitbreidde tot aan de Phoenixstraat. Iets verderop aan de Oude Delft, op de hoek met het Bagijnhof, werd in 1899 het protestantse Bethelziekenhuis gesticht. In 1966 kwam de Stichting Samenwerking Delftse Ziekenhuizen tot stand, die integratie van de verschillende instellingen beoogde. Die beweging werd sterk bevorderd door de huisvestingsnood in de oude binnenstad. Het Oude en Nieuwe Gasthuis verhuisde in 1968 naar de Westlandseweg, de beide christelijke ziekenhuizen pleegden elk apart nieuwbouw aan de Reinier de Graafweg. Het "Hippolyt" verhuisde in 1970, Bethel in 1972. In 1982 kwam het tot een volledige fusie op het terrein van de beide christelijke ziekenhuizen. Tot de sloop in 2016 werd gesproken van het B-gebouw (voormalig Bethel) en het H-gebouw (voormalig "Hippolyt").

### Stichting Medisch en Farmaceutisch Museum "De Griffioen"
In het oude centrum van Delft aan de Koornmarkt is een verzameling oude medische en verpleegkundige instrumenten te zien, dit in combinatie met een historische apotheek en de werkkamer van Reinier de Graaf. De collectie geeft een beeld van de ontwikkeling van de geneeskunde. Dhr. Griffioen was huisarts en later directeur van het Bethelziekenhuis. Hij is de oprichter van het museum, dat in 1987 openging. Het museum wordt draaiende gehouden door vrijwilligers afkomstig uit de gezondheidszorg en is op afspraak te bezoeken.

## Samenwerking

### Reinier de Graaf Groep
Het ziekenhuis in Delft maakt deel uit van de Reinier de Graaf Groep, een samenwerkingsverband tussen het Reinier de Graaf Gasthuis in Delft, het Diaconessenhuis in Voorburg, Behandelcentrum Westland in Naaldwijk en Gezondheidscentrum De Reef in Ypenburg. Daarnaast maakt het Reinier Medisch Diagnostisch Centrum deel uit van de Reinier de Graaf Groep.
De ziekenhuizen dragen zorg voor een gebied met ongeveer 300.000 inwoners, bestaande uit Delft, het Westland, Voorburg, Rijswijk, Den Haag Zuidwest en de plaatsen Pijnacker en Nootdorp. Het Reinier MDC heeft een landelijke dekking voor medische diagnostiek aan huisartsen en zorginstellingen.

### Reinier Haga Groep
De Reinier de Graaf Groep doet als geheel ook mee met een groter samenwerkingsverband. Sinds 2013 werkt de Reinier de Graaf groep samen met het HagaZiekenhuis (3 locaties in Den Haag, 1 locatie in 's-Gravenzande). In 2015 heeft ook het Langeland ziekenhuis (1 locatie in Zoetermeer) zich bij hen aangesloten. Samen zijn ze de grootste niet-academische ziekenhuisgroep van Nederland. Zo hebben ze sinds 2018 samen het Reinier Haga prostaatkankercentrum en sinds 2020 het Orthopedisch centrum in Zoetermeer. Op 16 november 2022 gaf de Ondernemingskamer toestemming voor een vervroegde uittreding van De Reinier de Graaf Groep uit de Reinier Haga Groep, deze zelfstandigheid ging per direct in. De overgebleven ziekenhuizen in de Reinier Haga Groep (HagaZiekenhuis en Langeland Ziekenhuis) gaan vanaf 1 januari 2023 fuseren tot één organisatie. Vanaf 1 maart 2023 zullen zij ook juridisch gefuseerd zijn. Het  Reinier MDC blijft vooralsnog de medische diagnostiek voor de locatie Zoetermeer verzorgen.
Behandelcentrum Westland · Diaconessenhuis · Gezondheidscentrum De Reef · Reinier de Graaf Gasthuis
- International Standard Name Identifier: 0000 0004 0624 5690
- Library of Congress Control Number: n86040964
- Virtual International Authority File: 150169772